# Бордошка дога
Бордошка дога (фр. Dogue de Bordeaux) је позната и као француски мастиф и бордошки пас. Пас потиче из Бордо региона у Француској, по којем је ова раса и добила име. Многима је овај пас познат из филма Тарнер и Хуч (1989), у којем главну улогу игра Том Хенкс. Бордошка дога је имала вишеструку улогу - од вуче колица до чувања. Бордошка дога је привржен, одан, миран, храбар, породичан пас, који је уз све то и одличан чувар.

## Основно
- Мужјак
  - Висина од 60 до 67 цм
  - Тежина од 54 до 65
- Женка
  - Висина од 57 до 65 цм
  - Тежина од 54 до 65

## Историја
Бордошка дога је сродник мастифа, булмастифа, напуљског мастифа и сличних пасмина. Верује се да је најмање 600 година присутан у Француској. Пре тога, јавља се на простору данашње северне Грчке и познато је да су га користили Српски племићи као псе чуваре. Због своје невероватне снаге и агресивности бива запажен од Француских путописаца који су то искористили и кренули да узгајају ову расу паса у Француској. Служили су као чувари имања и ловили су велику дивљач као што су вепрови. Све до Француске револуције, бордошка дога је имала одличне услове живота. Касније је многе бордошке доге повезивање са аристократијом коштало живота. Неки су припадници ове пасмине наставили живот као пси месара или фармерски пси.
Први писани запис о појављивању бордошке доге на изложби паса био је у 1863. године, али стандард за пасмину није написан до 1896. Име је добила јер потиче из Бордо региона у Француској. Ову расу још зову и француски мастиф и бордошки пас.
У САД бордошка дога је први пут увезена 1959. године, али тек након тридетесак година овај пас добија на популарности и постаје нашироко познат, и то захваљујући филму Тарнер и Хуч (1989), са Том Хенксом у главној улози.

## Карактеристике пса

### Нарав
Бордошку догу класи шест особина које је неопходно имати на уму.
• Приврженост - Ово је пас који веома воли своју породицу, од најмлађег члана до најстаријег. Привржен је и смирен и са одраслима и са бебама.
• Оданост - Веома је одан свом власнику. Стога је дресура далеко једноставнија, али захтева рану дресуру и социјализацију.
• Мирна нарав - Људи се забрину када виде његову величину. Међутим, овај пас спада у типичне крупне псе са мирном нарави. Пас је врло благ и нежан.
• Породичан пас - Овај пас воли пажњу и дружење са својим власницима. Не воли да проводи време сам, више воли да је окружен својим људима. Са децом је веома стрпљив и толерантан.
• Храброст - Овај пас се не боји ничега. Изузетно ретко лаје, а залајаће у ситуацији када уочи да је његов власник у некој врсти опасности. Реагује брзо и смирено, али увек је ту да заштити свог власника.
• Чувар - Сматра се фантастичним псом чуваром, није агресиван али користи своју величину и лавеж да уплаши странце. 

### Општи изглед
Бордошка дога је веома снажан пас чије је веома мишићаво тело сачувало хармоничну слику. Пас је јак, импозантан и веома респектабилан. Њушка је снажна, висока, месната, зуби су снажни, нарочито очњаци. Очи су овалне, далеко једно од другог. Боја очију зависи од боје маске (код паса са црном маском боја очију је боје лешника до тамно браон, а код паса без маске или са браон маском боја очију је нешто светлија). Уши су висеће, али не лабаво опуштене, релативно мале и нешто тамније у односу на преосталу длаку. Реп је веома дебео у корену, допире до скочног зглоба. У мировању је опуштен и из те позиције се у кретању диже за 90°-120°, али се не савија изнад леђа.
Длака је танка, кратка и на додир мека. Бордошка дога је једнобојна у свим степенима лавље боје, од махагони до изабел боје. Маска може бити црна (често је маска изражена само мало), браон или без маске. Кретање је истински еластично са кораком који осваја пуно простора.

## Нега и здравље
Бордошка дога не захтева неку посебну негу. Има кратку длаку па је стога довољно седмично четкање, а лиња се умерено. Уши му је потребно чистити једном месечно, а нокте сећи једном у два месеца. Воли да спава, а напросто ужива у мажењу. Пријају му вечерње шетње.
Иако је ова раса прилично отпорна на болести, може имати проблема са дисањем, због брахиоцефаличног облика главе. Од срчаних мана могу се јавити аортна стеноза и дилатативна кардиомиопатија. Осим тога, могу се јавити дисплазија кука и лакта.
Животни век ове пасмине је од 10 до 12 година.